# Darázsdói-patak
Darázsdói-patak är ett vattendrag i Ungern.   Det ligger i provinsen Nógrád, i den norra delen av landet, 70 km nordost om huvudstaden Budapest.